# Stampe Otto
Le Stampe Otto o Otto Prints sono un ampio corpus di incisioni fiorentine quattrocentesche che prende il nome dal collezionista di Lipsia Ernst Peter Otto (1724–1799).
Si tratta di una raccolta di ventiquattro stampe che, anche se non sono state concepite in serie, probabilmente sono state prodotte dallo stesso laboratorio e sono molto simili nella forma e nel contenuto spesso amoroso e allegorico.
Le incisioni sono state attribuite al laboratorio dell'orefice, incisore e disegnatore Baccio Baldini (1436-1487).
Alcune delle stampe si trovano oggi al British Museum di Londra, altre al Kupferstichkabinett (Galleria di incisioni) facente parte del circuito dei Musei statali di Berlino.

## Storia
Le Stampe Otto variano di dimensioni, anche se molte sono di forma circolare.
Si pensa che nascessero come decorazioni da applicare sui coperchi di cassette porta gioielli o porta cosmetici.
Pur non essendo giunto a noi integralmente nessuno di questi oggetti con incisioni applicate, alcuni esempi dipinti ne dimostrano l'esistenza.
Molte delle stampe ritraggono temi amorosi suggerendo così l'ipotesi che queste cassette fossero utilizzate come pegni d'amore o come doni di matrimonio alle spose.
Sono incise con la tecnica conosciuta come la "Maniera Fine Fiorentina" in cui le linee sulla lastra di metallo sono tagliate con un bulino.
I tratteggi esterni alle incisioni sono netti e all'interno sono presenti dei tratteggi fini incrociati.

## L'influenza fiamminga
Alcune delle "Stampe Otto" riflettono il contenuto di panni dipinti citati negli inventari dei Medici che erano conservati per lo più presso i palazzi di Via Larga e di Careggi..
Come notato da Hind "non è impossibile che alcuni dei soggetti delle "Otto Prints" possano risalire ai dipinti delle collezioni dei Medici. In alcuni dei "panni franzesi" o "alla francese", presenti negli inventari dei Medici, i soggetti che rappresentano nudi o animali, suggeriscono il tipo di composizione che si ritrova in alcune delle Stampe Otto".

Molte delle "Stampe Otto" sono quindi la riproduzione o imitazione di immagini raffigurate nei "panni fiandreschi" che all'epoca erano merce assai ambita dalla borghesia fiorentina. I panni dipinti fiamminghi venivano utilizzati come arredamento e il loro prezzo era per l'epoca abbastanza contenuto (non più di tre fiorini al pezzo).
Molti di questi panni dipinti sono andati perduti durante il "rogo savonaroliano" del 1497 dove vennero distrutte molte tele ritenute impudiche.

## Alcune opere

### Grasso che suona il liuto
Il Grasso che suona il liuto è un'incisione fiorentina risalente al 1465-1480 circa. Il suo diametro è di 187 mm (bordo esterno).
La stampa è di forma tondeggiante e presenta, nel medaglione centrale, un uomo grasso che suona il liuto circondato da una corona di frutti e fiori.
L'opera si trova oggi al British Museum di Londra.

#### Descrizione
Il soggetto di questa stampa, un uomo grasso che suona il liuto con uno zampone di porco, è molto inusuale per l'arte fiorentina ed è con estrema probabilità ispirato ad un panno dipinto neerlandese di Villa di Poggio a Caiano catalogato nell'inventario di Lorenzo de' Medici del 1492 "uno panno franzese dipintovi uno grasso che suona il liuto [...]".
L'immagine rappresenta a pieno lo stile comico nordico, con palesi riferimenti sessuali.
Il liuto è stato spesso raffigurato in contesti amorosi ed è anche metafora dell'organo sessuale maschile, così come il pappagallo, altro simbolo fallico, presente sulla spalla del suonatore.
L'organo genitale femminile è invece rappresentato dallo zampone di porco, utilizzato per suonare il liuto.
Si discostano dallo stile nordico, avvicinandosi invece ad immagini antiche, il copricapo a foglie di vite indossato dal soggetto e la ghirlanda di frutta e foglie di vite che costituisce il bordo della raffigurazione, chiari riferimenti ai festeggiamenti bacchici.

#### Esibizioni e mostre
-2008 Giugno-Ottobre, Firenze, Palazzo Pitti, Galleria Palatina, Sala Bianca "Firenze e gli antichi Paesi Bassi 1430-1530. Dialoghi artistici: da Jan van Eyck a Ghirlandaio, da Memling a Raffaello...". Mostra e Catalogo a cura di W. Meijer.

### Dama e Gentiluomo accompagnati da un musico
Dama e gentiluomo accompagnati da un musico è un'incisione fiorentina risalente al 1465-1480 (circa). Il suo diametro è di 137 mm (bordo esterno).
La stampa è di forma tondeggiante e presenta una coppia altolocata accompagnata da un musicante.
L'opera si trova oggi al British Museum di Londra.

#### Descrizione
Questa stampa è una delle più fini e pudiche tra le “Stampe Otto”.
In essa possiamo osservare una coppia di amanti che danza in maniera tranquilla e appena accennata e accanto a loro un musico, elegantemente vestito, che suona un flauto e un tamburello.
La dama ha un'aria marcatamente neerlandese, soprattutto nella forma del copricapo appuntita, nella curva dell'addome e nelle pieghe molto pesanti del vestito.
L'uomo lascia intravedere, attraverso una gamba che esce dall'abito, una scarpa tipica della moda del nord del tempo.
Questi particolari fanno pensare che l'opera sia basata su originali neerlandesi. Senza dubbio si tratta comunque di un'imitazione di un modello nordico.

#### Esibizioni e mostre
2008 Giugno-Ottobre, Firenze, Palazzo Pitti, Galleria Palatina, Sala Bianca "Firenze e gli antichi Paesi Bassi 1430-1530. Dialoghi artistici: da Jan van Eyck a Ghirlandaio, da Memling a Raffaello...". Mostra e Catalogo a cura di W. Meijer.

### Coppia di danzatori
Coppia di danzatori è un'incisione fiorentina risalente al 1465-1480 (circa). Il suo diametro è di 202 mm (bordo esterno).
La stampa è di forma tondeggiante e presenta, nel medaglione centrale, una coppia di danzatori di impronta neerlandese. Essi sono circondati da una corona di fiori e musici e nella parte sottostante figura un'altra coppia di amanti che, rispetto a quella centrale, presenta dei tratti più classici.
L'opera si trova oggi al British Museum di Londra.

#### Descrizione
Il tema dell'opera è l'amore.
La "Coppia di danzatori" è abbigliata elegantemente e si cimenta in un ballo signorile, illuminata dai raggi del sole.
La figura femminile presenta molte somiglianze con la stampa "Dama e gentiluomo accompagnati da un musico"; in entrambe infatti sono presenti il copricapo a punta, la curva dell'addome e le pesanti pieghe sul vestito.
Il rimando alla corte borgognona è immediato poiché i canoni della moda fiorentina dell'epoca erano molto diversi.
La figura maschile è vestita secondo i canoni italiani dell'epoca.
Tiene in mano un fazzoletto che rappresenta un regalo simbolico spesso donato alle spose. Sulla manica si trova la scritta “AME DROIT”.
I danzatori sono circondati da rami e putti che suonano in maniera vistosa i vari strumenti, in netto contrasto con la posa contenuta e il ballo appena accennato delle figure protagoniste.
Come notato da Nuttall, l'esito del corteggiamento e della danza ritratti al centro dell'opera è sottinteso nella parte inferiore nella coppia di amanti.
L'opera è piena di allusioni sessuali con il suo contrasto tra chiassoso-pacato e nudo-vestito.
Oltre alla somiglianza con alcune delle "Stampe Otto", si ritrovano alcune analogie con un'altra opera attribuita a Baccio Baldini, il Pianeta Venere,, dove la coppia di ballerini è similmente raffigurata e la scritta “AME DROIT” compare in modo identico sulla manica della figura maschile. Questa scritta compare sulla manica di un personaggio femminile di un'altra stampa appartenente alle "Otto Prints", "Il giardino dell'amore".
Queste analogie delle tre stampe avvalorano l'ipotesi che i lavori siano stati ispirati dalla stessa fonte fiamminga.

#### Esibizioni e mostre
1999/2000 Ottobre-Gennaio , London, National Gallery, Renaissance Florence.The Art of the 1470s.
2008 Giugno-Ottobre, Firenze, Palazzo Pitti, Galleria Palatina, Sala Bianca "Firenze e gli antichi Paesi Bassi 1430-1530. Dialoghi artistici: da Jan van Eyck a Ghirlandaio, da Memling a Raffaello...". Mostra e Catalogo a cura di W. Meijer.
2010 Giugno-Ottobre, Madrid, Museo Thyssen-Bornemisz, Domenico Ghirlandaio.

### Il giardino dell'amore
Il giardino dell'amore è un'incisione fiorentina risalente al 1465-1480 circa. Il suo diametro è di 190 mm.
La stampa è di forma tondeggiante. La scena è ambientata in un giardino dove sono sedute due donne e un giovane uomo. Sullo sfondo un'altra coppia è intenta ad abbracciarsi.
L'opera si trova oggi al Kupferstichkabinett di Berlino, inv. n. 169/24.

#### Descrizione
Lo scenario è composto da un giardino in cui a sinistra si erge un muro di mattoni, a destra una fontana e sullo sfondo un roseto; il mondo esterno è rappresentato dalle mura di una città raffigurate sullo sfondo.
In primo piano la scena è padroneggiata da due donne e un uomo; tutti sono vestiti sfarzosamente secondo la moda nordica del tempo.
Sulla manica di una delle figure femminile troviamo la scritta “AME DROIT” presente anche nelle stampe "Coppia di Danzatori" e il "Pianeta Venere" entrambe attribuiti a Baccio Baldini.
I tre protagonisti, di alto rango sociale, sono intenti a svolgere attività strettamente legate all'amore cortigiano. Mentre la donna in primo piano intreccia una ghirlanda, l'uomo suona un liuto e l'altra dama suona l'arpa.
Notiamo sullo sfondo, in contrasto con il decoro del primo piano dove i giovani sono riuniti a suonare e a dilettarsi, una coppia di amanti vestiti anch'essi in maniera altolocata ma in atteggiamenti poco decorosi per l'epoca. La coppia infatti è intenta ad abbracciarsi e la donna tiene il polso dell'uomo quasi a volerlo guidare o trattenere.
Il vero significato della stampa è celato nel trio in primo piano. Lo scopo è quello di deridere l'amore cortese e questo avviene attraverso il rimando a forme falliche(per esempio il liuto suonato dal ragazzo).
Come notato da Hind e da Zucker, questa stampa potrebbe essere ispirata a un modello nordico in quanto riflette tradizioni della vita transalpina.
I suoi elementi elementi richiamano inoltre alla descrizione di uno dei panni dipinti fiamminghi presenti nell'inventario di Lorenzo de' Medici del 1492: "un panno dipinto con una tavola con varie persone, una fonte e altro alla francese". Questo panno dipinto con molta probabilità raffigurava un "Giardino dell'Amore".

### Volto grottesco
Volto grottesco è un'incisione fiorentina risalente al 1465-1480 (circa). Il suo diametro è di 182 mm.
La stampa è di forma tondeggiante e vi è raffigurato un volto con un'espressione facciale assai grottesca e inusuale per l'epoca. Il personaggio si tira giù gli occhi e la bocca con le dita, imitando una smorfia.
L'opera si trova oggi al British Museum di Londra.

#### Descrizione
L'incisione ha lo scopo di stupire lo spettatore quattrocentesco.
Zucker sottolinea la natura comica di questa stampa e poiché si ipotizza che le "Stampe Otto" siano state create tutte come decorazione di cassette porta oggetti, lo spettatore che si trovava davanti a questa cassetta ne rimaneva sicuramente divertito.

#### Esibizioni e mostre
2007 Display of early Italian prints, British Museum, Londra.

### Donna sdraiata con una pergamena
Donna sdraiata con una pergamena è un'incisione fiorentina risalente al 1465-1480 (circa). La stampa di forma ovale è alta 5,4 cm e lunga 9,8 cm.
La stampa raffigura una donna stesa su una roccia che tiene in mano un rotolo di pergamena.
L'opera si trova oggi al British Museum di Londra.

#### Descrizione
La protagonista è una dama distesa su un terreno roccioso. Nella mano destra tiene una pergamena con l'iscrizione “AMOR VUOLFE EDOVE FENONNE AMOR NON PUO ” ovvero "l'amore desidera lealtà, e dove nessuna fedeltà è, né vi è amore”.
Questo era un detto popolare italiano del XVI secolo, e appare, in forme diverse in molte stampe attribuite a Baccio Baldini.
Alison Wright ha identificato nella figura femminile una ninfa della primavera. Alla figura della ninfa è stata spesso attribuita l'idea dell'oggetto d'amore, tema ricorrente della lirica.

#### Esibizioni e mostre
1999-2000, Londra, National Gallery, "Renaissance Florence. The Art of the 1470s"

### La crudeltà dell'amore
La crudeltà dell'amore è un'incisione fiorentina risalente al 1465-1480 (circa).
Una donna mostra il cuore che ha appena strappato a un uomo legato all'albero.
La stampa è di forma circolare e misura 101 mm (diametro).
L'opera si trova oggi al British Museum di Londra.

#### Descrizione
La stampa raffigura due amanti in un bosco. La donna ha in mano il cuore appena strappato dal petto di un uomo legato ad un albero. La raffigurazione è una delle più vivaci della collezione "Otto".

### Il castigo di Cupido
Il castigo di Cupido è un'incisione fiorentina risalente al 1465-1480 (circa). La stampa è di forma circolare e misura 16,5 mm (diametro).
Protagonista di questa incisione è Cupido legato e castigato da quattro donne.
La stampa è di forma circolare e misura 16,5 mm (diametro).
L'opera si trova oggi al British Museum di Londra.

#### Descrizione
La raffigurazione mostra al centro Cupido legato e bendato ad un tronco d'albero. Quattro donne intorno a lui infieriscono con armi, tra cui una cesoia,una spada e una mazza.
La dama con la spada ha sulle maniche una scritta “AMOR VUOL FE” ovvero l'amore richiede fedeltà.
La stampa, come altre appartenenti alle Stampe Otto, ha come tema principale l'amore infedele.
Come suggerito da Alison Wright, l'allegoria del castigo di Cupido qui rappresentata, ha come fonte letteraria “I Trionfi” di Francesco Petrarca dove l'Amore è sconfitto e castigato dalla Castità.

#### Esibizioni e mostre
- 1999-2000 Ottobre-Gennaio, Londra, National Gallery, "Renaissance Florence: The Art of the 1470s"
- 2003-2004 Decembre-Marzo, Atene, National Gallery, "In the Light of Apollo: Italian Renaissance and Greece"